# Sassyksee (Krim)

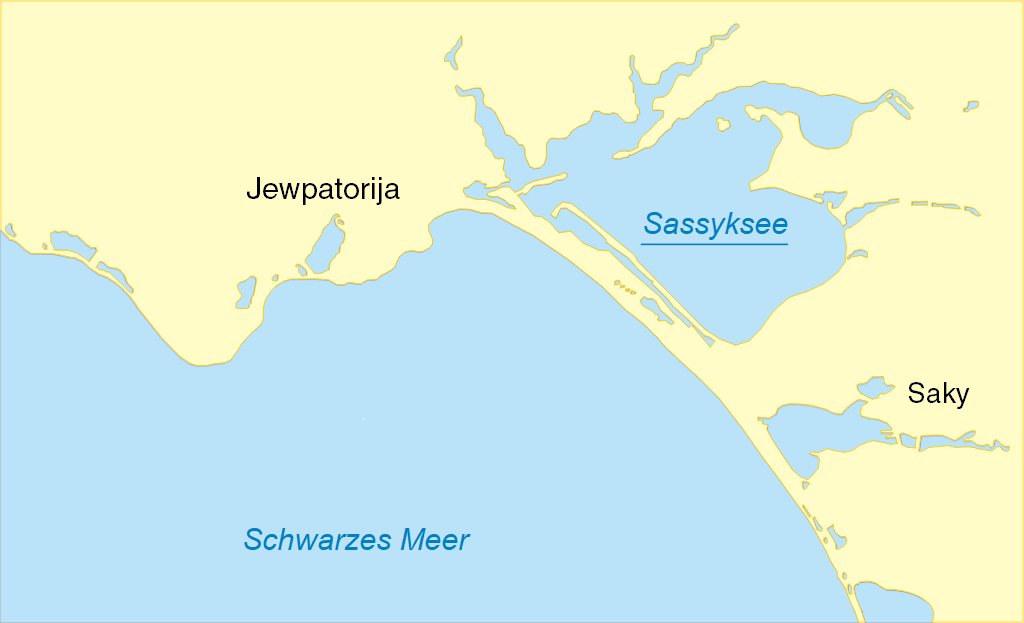
Sassyksee (Krim) am Schwarzen Meer.

Der Sassyksee (ukrainisch Озеро Сасик, russisch Озеро Сасык, beide transkribiert als Osero Sassyk, krimtatarisch Sasıq gölü) oder Sassyk-Sywasch (ukrainisch Сасик-Сиваш Sassyk-Sywasch, russisch Сасык-Сиваш Sassyk-Siwasch, krimtatarisch Sasıq Sıvaş) ist ein hypersaliner Lagunen-See (Salzsee). Er befindet sich im südwestlichen Teil der Krim-Halbinsel zwischen den Ferienorten Saky und Jewpatorija (Eupatoria) rund 600 km südlich von Kiew. Er ist zu unterscheiden von der Brackwasser-Lagune Sassyksee am Schwarzen Meer viel weiter westlich bei Odessa.

## Lage
Der Sassyksee auf der Krim ist der größte See auf dieser Halbinsel. Er liegt etwa 0,6 m unter dem Niveau des Schwarzen Meeres, von dem er durch eine 0,9–1,7 km breite Landzunge getrennt ist. Das Wasser gelangt durch Filtration aus dem Meer sowie aus dem Grundwasser in den See, indem es durch den kalkigen Grund einsickert. Seine Fläche schwankt zwischen 71 und 75,3 km². Die durchschnittliche Tiefe liegt bei 0,5 m, die maximale Tiefe bei 1,2 m (nach anderen Quellen bis 1,5 m). Der See ist 14 km lang, seine durchschnittliche Breite beträgt 5,5 km, die maximale Breite 9 km. Im Norden und Westen befinden sich lange und schmale Buchten.
Das Klima ist gemäßigt, die Durchschnittstemperatur beträgt 12 °C, der wärmste Monat ist der Juni mit 26 °C, im Januar sind es etwa 0 °C. Der durchschnittliche Niederschlag beträgt 594 Millimeter pro Jahr, der feuchteste Monat ist der Januar mit 95 Millimeter Regen und der trockenste der November mit 15 Millimetern.

## Besonderheiten
Der Salzgehalt des Wassers nimmt im Sommer durch die Verdunstung des Wassers bei abnehmender Fläche zu und schwankt von 90 bis 160 ‰. Die Klarheit bzw. Trübe des Wassers bedingt eine Sichttiefe (Transparenz) von ca. 0,6 m.
Jedes Jahr entwickeln sich dort intensiv verschiedene Mikroalgen, so dass eine Algenblüte entsteht.
In manchen Jahren verleihen die Algen der sommerlichen Seesole dann einen rötlichen oder grünlichen Farbton.
Die prominente rötliche Färbung des Salzsees wird durch Grünalgen der Art Dunaliella salina hervorgerufen.
Diese Mikroalgen gedeihen unter den salzigen Bedingungen und produzieren hohe Mengen des rötlichen Pigments Beta-Carotin, das sie im Sommer vor der intensiven Sonneneinstrahlung in der Region schützt. Im Herbst ernten Saisonarbeiter Tausende von Tonnen rosa Salz für den Export in verschiedene Länder auf der ganzen Welt.
Der Sassyksee ist berühmt für seinen therapeutischen Schlamm (Heilschlamm) und das Salz, das bereits in der Antike abgebaut wurde. Der heutige See hat ein Problem, das Wissenschaftler und die örtliche Bevölkerung besorgt: Neben dem hypersalinen Becken im Süden gibt es ein Süßwasserbecken im Norden, beide Teile sind durch einen Damm getrennt. Mit dem Anstieg des Wasserspiegels im Salzsee verringert sich die Deichbreite im Laufe der Zeit immer mehr, so dass der Damm an einigen Stellen nur noch eineinhalb Meter breit ist. Der Damm kann somit seine trennende Funktion nicht erfüllen, und in naher Zukunft könnte frisches Wasser in das Salzbecken des Sees eindringen, was den Verlust der therapeutischen Ressourcen und der ökologischen Funktion des Sassyksees bedeuten würde. Auch die nahe gelegene Autobahn, Dörfer und die Eisenbahn sind vor Überschwemmungen nicht mehr sicher (Stand 2018).

## Bildergalerie

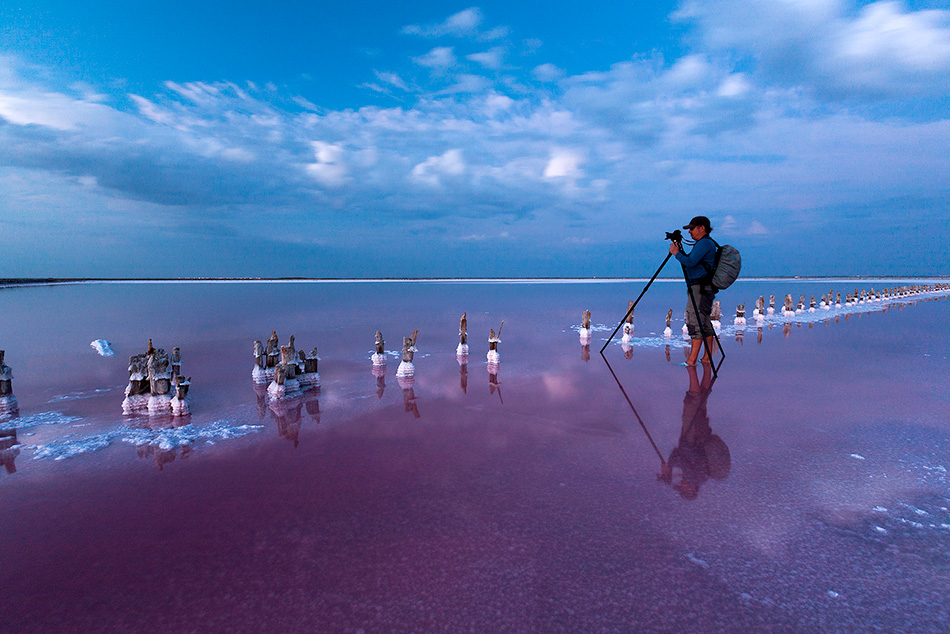
Algenblüte durch Dunaliella salina im Sassyksee bei Jewpatorija
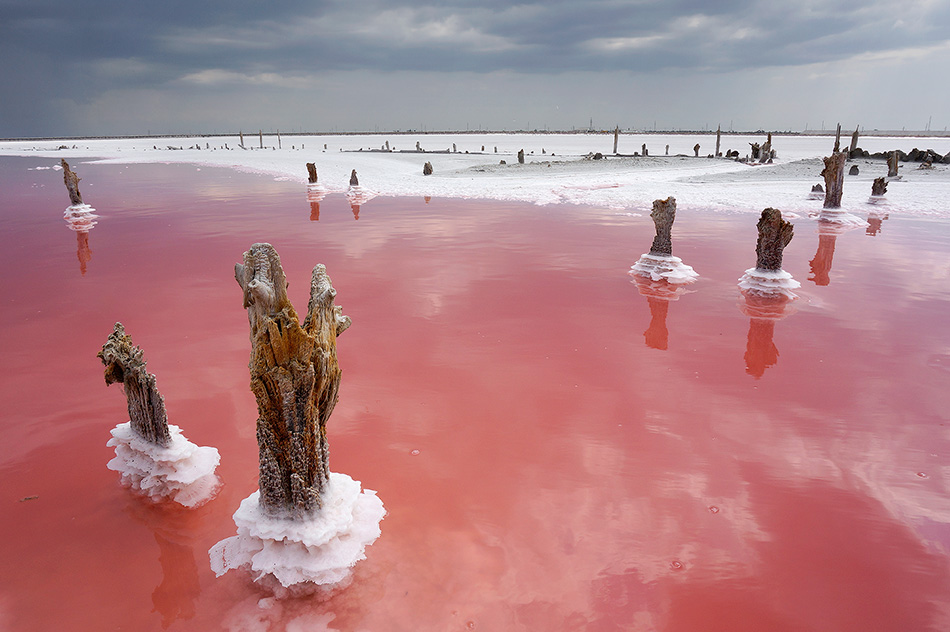
Rote Tönung des Sassyk-Salzsees am Ende des Sommers
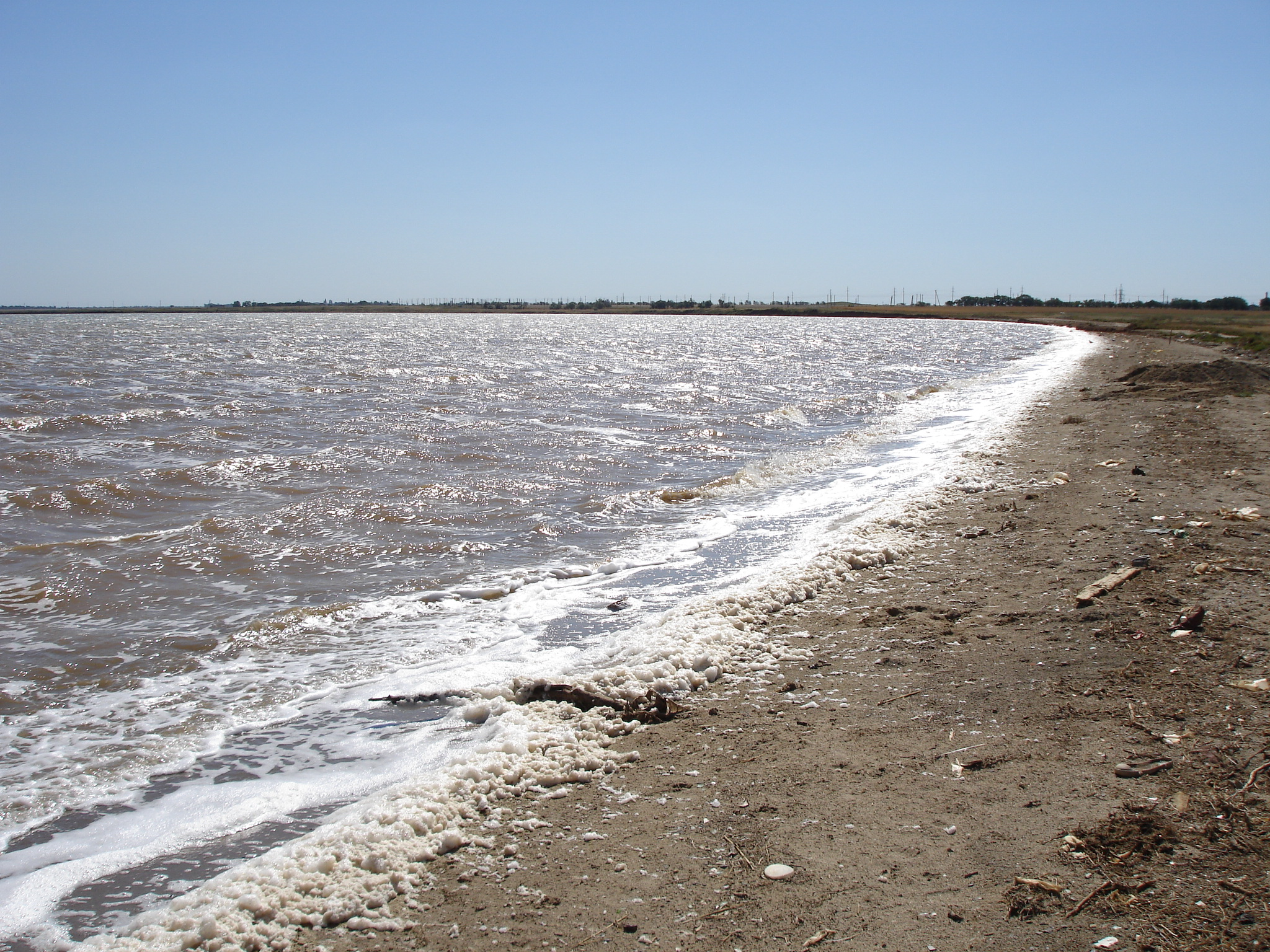
Ufer
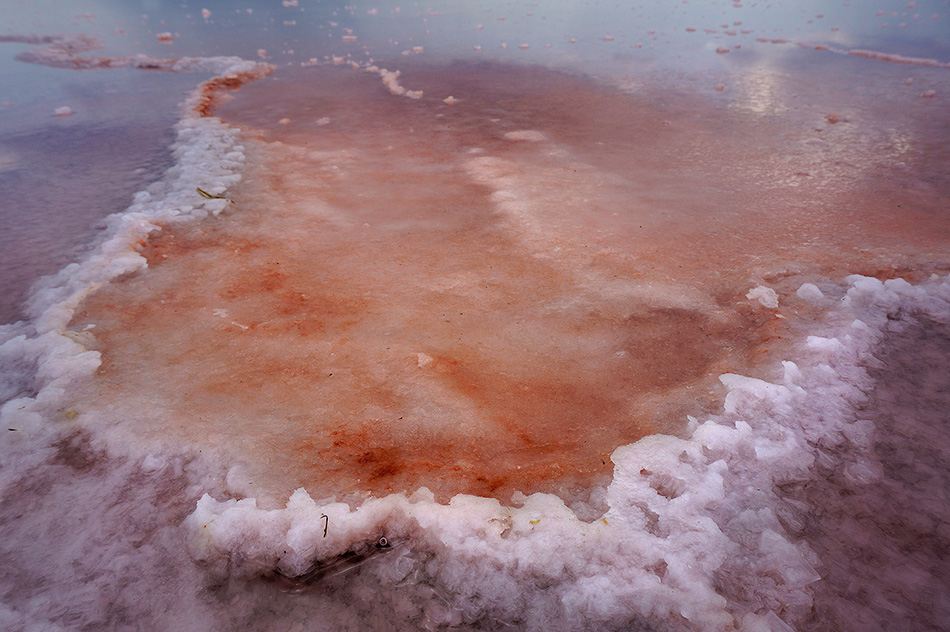
Salzkruste